# Jean-Louis Aupetit-Durand
Jean-Louis Aupetit-Durand est un homme politique français né le 21 décembre 1764 à Colombier (Allier) et mort le 30 juin 1843 à Colombier.

## Biographie
Jean Louis Aupetit-Durand appartient à une famille installée à Colombier depuis le XVIIe siècle ; son père, François, y était aubergiste. 
Avocat, il devient procureur du roi à Montluçon en novembre 1815. Il est député de l'Allier de 1815 à 1819 et de 1820 à 1823, siégeant dans la majorité soutenant les gouvernements de la Restauration.
Il est conseiller général de l'Allier de 1816 à 1823, puis de 1825 à 1827. Il a été président du Conseil général.
Légitimiste, il donne sa démission de la magistrature en 1830. 
Il a épousé le 20 octobre 1790 à Colombier Pétronille Beynat (1771-1834), d'une famille de notaires et d'hommes de loi de Colombier. Son fils aîné, Gilbert (1791-1863), a été maire de Colombier de 1820 à sa mort. Un autre fils, Louis Arnaud (1794-1855), était magistrat et a fini sa carrière comme président de chambre à la cour impériale de Bourges.
Jean Louis Aupetit-Durand était chevalier de la Légion d'honneur.